# Feeling Myself
"Feeling Myself" é uma canção da rapper americana Nicki Minaj, para seu terceiro álbum de estúdio, The Pinkprint. A canção foi produzida por Hit Boy, e conta com a participação de Beyoncé. Um videoclipe para a faixa foi lançado em maio de 2015, através do serviço TIDAL.

## Performance comercial
A partir de 21 de dezembro de 2014 o single vendeu 57.886 unidades no Estados Unidos.

## Videoclipe
O vídeo tem uma duração de um pouco mais de três minutos e mostram cenas de Minaj e Knowles realizando algumas atividades do dia a dia numa casa e se divertindo (particularmente). Algumas fotos do videoclipe foram postadas no Instagram de Nicki Minaj, com algumas capturas das gravações, um pouco antes e depois do lançamento do vídeo, que foi publicado exclusivamente para os assinantes do TIDAL.

### Sinopse
O vídeo começa com Beyoncé e Nicki na frente de uma placa com o nome Coachella, que indica a fronteira de uma cidade para outra, com a câmera para baixo e Knowles cantando. Depois, Minaj está no corredor da casa, cantando e se mexendo na frente da câmera. Em seguida, Knowles está cantando com um boné em um carro em movimento. A cena passa para Beyoncé e Minaj na placa com algumas mulheres de lado. O vídeo é interrompido por uma cena de um show a noite. Knowles canta: Prossiga, e a câmera passa para Minaj cantando mais uma vez com as duas em bóias de piscina na grama. Minaj canta uma das linhas da música apoiada num balcão da pia, rebolando com Knowles atrás, deitada na banheira, de roupa, tirando selfie. Uma cena de Minaj vestida com uma "camisola" de time de futebol americano com algumas dançarinas em algum lugar da casa, dançando. E Knowles numa festa com um copo de cerveja na mão cantando. Então, Minaj e Knowles estão comendo hambúrgueres, tomando refresco e jogando fritas uma na outra, basicamente, tentando fazer o vídeo ficar divertido. Minaj canta a parte rápida da música na frente de um jipe com Beyoncé vestida com um vestido curto preto e Nicki com um casaco de pele e um maiô de praia preto. O vídeo é interrompido mais uma vez, para uma cena de Minaj e Knowles, na noite de comemoração do Coachella que as duas comemoram juntas o clipe volta ao normal com Beyoncé cantando o refrão. As duas estão um pouco desarrumadas interagindo com a câmera. O vídeo termina com alguns closes nas cenas anteriores.

## Desempenho nas paradas
| Paradas (2014)                               | Melhor posição |
| -------------------------------------------- | -------------- |
| Bélgica (Ultratop 50 de Flandres)            | 84             |
| Estados Unidos (Billboard Hot 100)           | 43             |
| Estados Unidos (Billboard R&B/Hip-Hop Songs) | 12             |
| Estados Unidos (Billboard Hot Rap Songs)     | 8              |
| França (SNEP)                                | 154            |
| Reino Unido (OCC UK R&B)                     | 12             |